# 아시아 스타 챌린저스 인비테이셔널
아시아 스타 챌린저스 인비테이셔널(Asia Star Challengers Invitational, 약칭 ASCI)은 2022년부터 개최된 아시아 대륙의 리그 오브 레전드 대회이다. 아시아 대륙의 2부 혹은 2군 리그 소속팀이 참가하는 대회이다.

## 대회 방식
대회 방식은 2023년 기준
- 그룹 스테이지 (단판제)
  - 16팀 참가. 4팀 1개조로 조 편성을 진행한다. 더블 라운드 로빈 방식으로 한 팀은 총 6경기를 치른다. 각 조 1~2위는 결선 토너먼트에 진출, 각 조 3~4위는 탈락한다.
- 결선 토너먼트 (5판 3선승제)
  - 8팀 참가. 8강전, 4강전, 결승전 모두 싱글 엘리미네이션 토너먼트 방식으로 경기를 치른다. 별도의 3위 결정전은 진행하지 않는다.

## 역대 대회 및 결과
| 연도 | 회차 | 대회                                   | 우승                    | 준우승 | 3위               | 4위                |
| ---- | ---- | -------------------------------------- | ----------------------- | ------ | ----------------- | ------------------ |
| 2022 | 1    | 아시아 스타 챌린저스 인비테이셔널 2022 | 에드워드 게이밍 유스 팀 | 맥스   | 펀플러스 블레이즈 | T1 챌린저스        |
| 2023 | 2    | 아시아 스타 챌린저스 인비테이셔널 2023 | DRX 챌린저스            | 맥스   | HLE 챌린저스      | 인빅투스 게이밍 영 |

## 기록과 통계

### 우승 기록
| 팀명                    | 우승 | 준우승 | 우승 대회 | 준우승 대회 |
| ----------------------- | ---- | ------ | --------- | ----------- |
| 에드워드 게이밍 유스 팀 | 1    | 0      | 2022      |             |
| DRX 챌린저스            | 1    | 0      | 2023      |             |
| 맥스                    | 0    | 2      |           | 2022, 2023  |

## 같이 보기
- 리그 오브 레전드 월드 챔피언십